# Marianne Sand
Marianne Sand, född 26 juli 1977 i Oslo, är en norsk skådespelare, manusförfattare och regissör. 
Sand är utbildad i London 1998–2001 vid The Academy of Live & Recorded Arts och bor sedan 2004 i Stockholm.

## Filmografi
- Da jeg sköt Jesus med sprettert - 2001
- Lonely hearts - 2001
- Nathalia (TV) - 2005
- Drömmen om Norge (TV) - 2006
- Himmelblå (TV) - 2007
- Lost in memories - 2008
- Sammen -2009
- Beck – I stormens öga- 2009
- Jordskott (TV) – 2012–2015
- 2012 – Arne Dahl: Europa Blues (TV-serie)
- Hotel Caesar (TV) - 2013
- Äkta människor  (TV) - 2014
- 2020 – Atlantic Crossing (TV-serie)